# Boldklubben Ydun
BK Ydun er en håndboldklub fra Frederiksberg. Klubben blev stiftet i 1916 og har ca. 600 medlemmer fordelt på alle aldersgrupper. Klubbens førstehold spiller pr. 2015/16 i 1. division for damernes vedkommende og i 2. division for herrernes vedkommende. Klubben startede som en fodboldklub på fælleden og flyttede siden til Frederiksberg Slot hvor håndbolden startede. 
Klubben har gennem de seneste år især markeret sig med en stærk ungdomsafdeling, hvor det er blevet til flere DM medaljer og deltagelser. Klubben er også kendt for at være ungdomsklub for blandt andet landsholdsspiller Line Jørgensen og tidligere landsholdsspiller Kasper Hvidt. 
Klubbens dameseniorhold har gennem flere omgange været i 1. division og har også deltaget i landspokalens semifinale.

## Ekstern henvisning
- Klubbens hjemmeside

| Sport | Spire Denne artikel om sport er en spire som bør udbygges. Du er velkommen til at hjælpe Wikipedia ved at udvide den. |